# Sprachdominante Hemisphäre
Unter sprachdominanter Hemisphäre wird in der Neurologie die unterschiedliche Seitenlage des menschlichen Sprachzentrums verstanden. Diese sich aus statistischen Erhebungen ergebende Tatsache wird auch als Frage der unterschiedlichen Lateralisation des Gehirns bezeichnet. Entwicklungsphysiologische Erhebungen ergaben, dass beide Großhirnhemisphären in der Regel gleichermaßen dazu befähigt sind, Eigenschaften auszuprägen, die dem Gebrauch der Sprache zugrunde liegen. Dennoch scheint die Bevorzugung der linksseitigen Sprachdominanz angeboren. Dominanz bezeichnet daher sowohl eine statistische wie auch eine erbbiologische Tatsache. Meist geht die Ausprägung der Sprachdominanz mit der Lateralisation der allgemeinen Motorik und Sensorik einher. Daher ist die linksseitige Sprachdominanz meist auch mit der Frage der Händigkeit verbunden. Dies bedeutet, dass Rechtshänder meist – in ca. 95 % der Fälle – eine sprachdominante linke Großhirnhemisphäre ausweisen. Dies ist jedoch nicht notwendigerweise der Fall. Umgekehrt ist bei der Mehrzahl der Linkshänder nicht ebenso die kontralaterale rechte Seite Sitz des Sprachzentrums, sondern es besteht bei ihnen ebenfalls eine linksseitige Sprachdominanz. Dies hat zur Folge, dass sich Aphasien beim Linkshänder, die auf eine linksseitige Hirnschädigung zurückzuführen sind, gewöhnlich schneller zurückbilden.